# Rushmi Chakravarthi
Rushmi Chakravarthi (ur. 9 października 1977 w Madras) – indyjska tenisistka.
Zawodniczka występująca w zawodach ITF, w których wygrała jedenaście turniejów singlowych i trzydzieści cztery deblowe. Najwyżej w rankingu singlowym sklasyfikowana była na 310. miejscu (13 września 2004), a w rankingu deblowym na 252. pozycji (18 czerwca 2001).
Jednym z jej większych sukcesów było dotarcie do trzeciej rundy w grze singlowej (w której przegrała z Katie O’Brien) oraz zdobycie brązowego medalu w deblu (wspólnie z Sanią Mirzą) na igrzyskach wspólnoty narodów w 2010 roku.

## Wygrane turnieje singlowe
|     | Data       | Turniej       | Kat. | ($)    | Naw.      | Finalistka              | Wynik         |
| 1.  | 08/11/1998 | Ahmadabad     | ITF  | 5000   | twarda    | Sai-Jayalakshmy Jayaram | 7:6, 6:3      |
| 2.  | 22/04/2001 | Czandigarh    | ITF  | 10 000 | twarda    | Dea Sumantri            | 6:2, 6:4      |
| 3.  | 16/09/2001 | Nowe Delhi    | ITF  | 10 000 | twarda    | Shruti Dhawan           | 6:4, 5:7, 6:4 |
| 4.  | 15/09/2002 | Mysuru        | ITF  | 10 000 | ziemna    | Sai-Jayalakshmy Jayaram | 6:2, 6:1      |
| 5.  | 20/04/2003 | Muzaffarnagar | ITF  | 10 000 | trawiasta | Cheli Bargil            | 6:0, 6:4      |
| 6.  | 30/05/2004 | Lucknow       | ITF  | 10 000 | trawiasta | Ankita Bhambri          | 6:2, 2:6, 7:6 |
| 7.  | 06/06/2004 | Nowe Delhi    | ITF  | 10 000 | dywanowa  | Ankita Bhambri          | 6:4, 6:4      |
| 8.  | 05/09/2004 | Nowe Delhi    | ITF  | 10 000 | twarda    | Sai-Jayalakshmy Jayaram | 6:3, 6:2      |
| 9.  | 19/12/2004 | Guargaon      | ITF  | 10 000 | ziemna    | Ankita Bhambri          | 6:7, 7:6, 6:4 |
| 10. | 04/05/2008 | Cochin        | ITF  | 10 000 | ziemna    | Magda Okruaszwili       | 6:4, 7:5      |
| 11. | 15/06/2008 | Guargaon      | ITF  | 10 000 | twarda    | Ankita Bhambri          | 6:4, 6:2      |